# Department of Defense Distinguished Civilian Service Award

Ordensband des DoD Distinguished Civilian Service Award

Der Department of Defense Distinguished Civilian Service Award („Auszeichnung des Verteidigungsministeriums für herausragende zivile Dienste“), kurz DoD Distinguished Civilian Service Award, ist die höchste zivile Auszeichnung, die das Verteidigungsministerium (DoD) der Vereinigten Staaten von Amerika (USA) zu vergeben hat.

## Geschichte
Diese Auszeichnung wurde ursprünglich vom Kriegsministerium der Vereinigten Staaten geschaffen. Der amerikanische Kryptoanalytiker Earl H. Pritchard (1907–1995) war der erste Mensch, der damit ausgezeichnet wurde.
Sie wird inzwischen in der Regel vom Verteidigungsminister der Vereinigten Staaten (SecDef) an Personen verliehen, die sich in besonderer Weise um die Belange des Ministeriums verdient gemacht haben. Dies äußert sich durch eine außergewöhnliche Hingabe und sehr bedeutende Beiträge von breiter Tragweite zur Steigerung der Effizienz oder Wirtschaftlichkeit des Ministeriums.
Die Auszeichnung besteht aus einer Goldmedaille an einem blauen Ordensband (Bild), die in einer jährlichen Zeremonie an eine kleine Anzahl ziviler Mitarbeiter des DoD verliehen wird.